# SchachtZeichen

Schachtzeichen-Logo

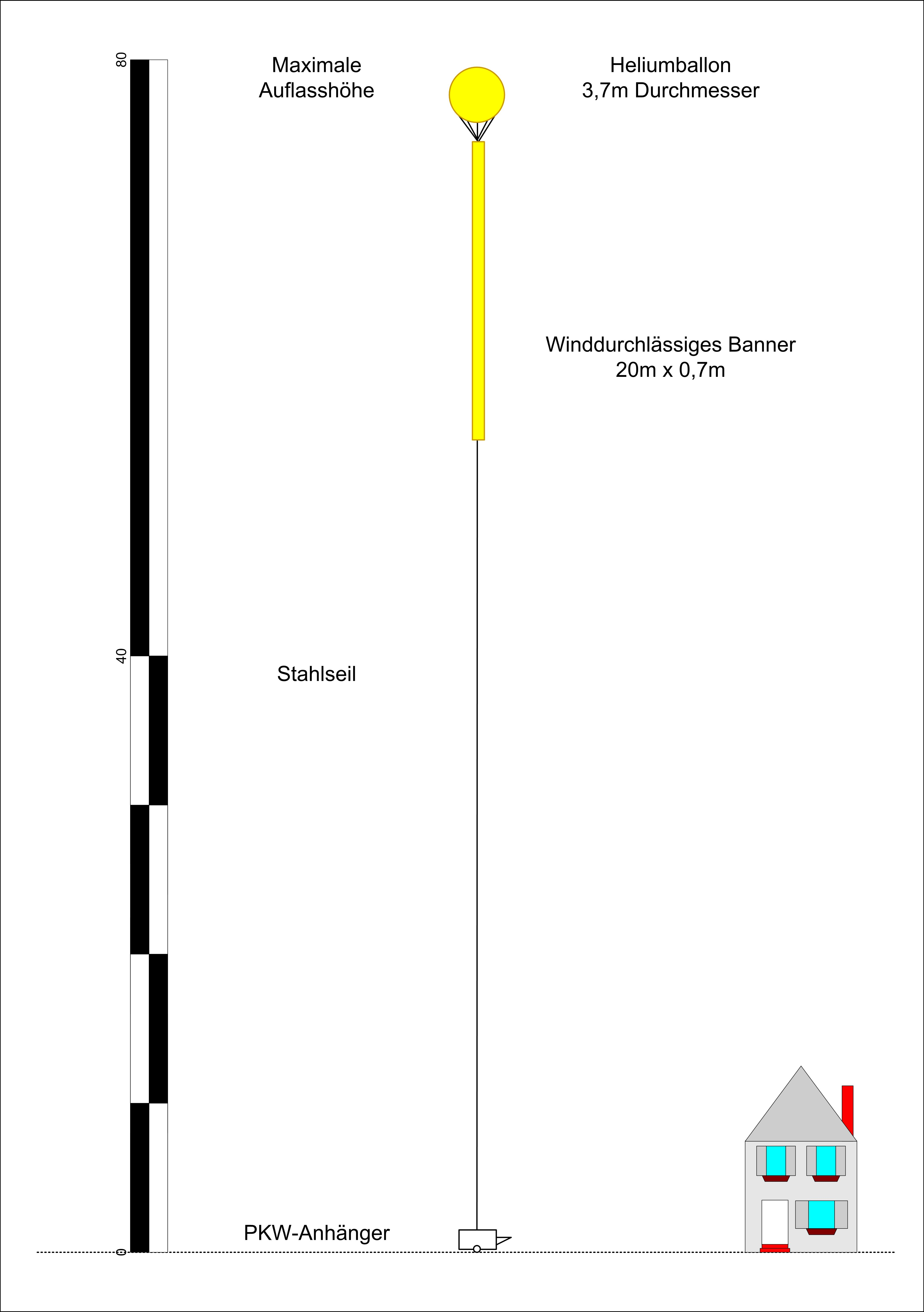
Skizze der Installation mit korrekten Größenverhältnissen

SchachtZeichen war ein Leitprojekt der RUHR.2010 – Kulturhauptstadt Europas im Themenfeld „Mythos Ruhr begreifen“. Es ging bei dieser Kunstinstallation um die Visualisierung von Standorten der (meist) ehemaligen Kohleschächte im Ruhrgebiet mit dem Ziel, den Strukturwandel sichtbar und erfahrbar zu machen.

## Die Idee
Idee von Volker Bandelow, dem Leiter des Ruhr2010-Kulturbüros in Gelsenkirchen, war, die Geschichte des Bergbaus und den Strukturwandel im Ruhrgebiet zu visualisieren. Seine Intention:  ein Bewusstsein für den Strukturwandel, eine Aktion zur Erinnerung und zum Austausch miteinander und ein Gemeinschaftsgefühl zu schaffen. Damit sollten Aktionen von lokalen Vereinen, Institutionen, Nachfolgenutzern und Städten unterhalb und im Umfeld der Ballonstandorte initiiert werden.

## Die Standorte
Vom 22. bis 30. Mai 2010 stiegen an 311 Standorten im gesamten Ruhrgebiet gelbe Heliumballone auf, um so die wenigen noch aktiven und die vielen ehemaligen Bergbauschächte und Zechen symbolisch zu markieren. Die meisten Standorte werden heute anderweitig genutzt, sind Brachflächen, Industriegelände, Einkaufszentren oder Wohnsiedlungen und nicht mehr durch Fördertürme direkt ersichtlich. Die Standorte wurden aus den über 3.300 früheren Schächten nach Zeitraum (ab 1910), Art des Schachtes (Tiefschacht), Anzahl Beschäftigte (keine Kleinzechen), Schachttyp (keine Wetterschächte) und den heutigen Standortbedingungen (Zugänglichkeit, Bebauung u. a.) ausgewählt. Zusammenliegende Mehrfachanlagen wurden nur durch einen einzigen Ballon markiert.

## Die Schachtzeichen

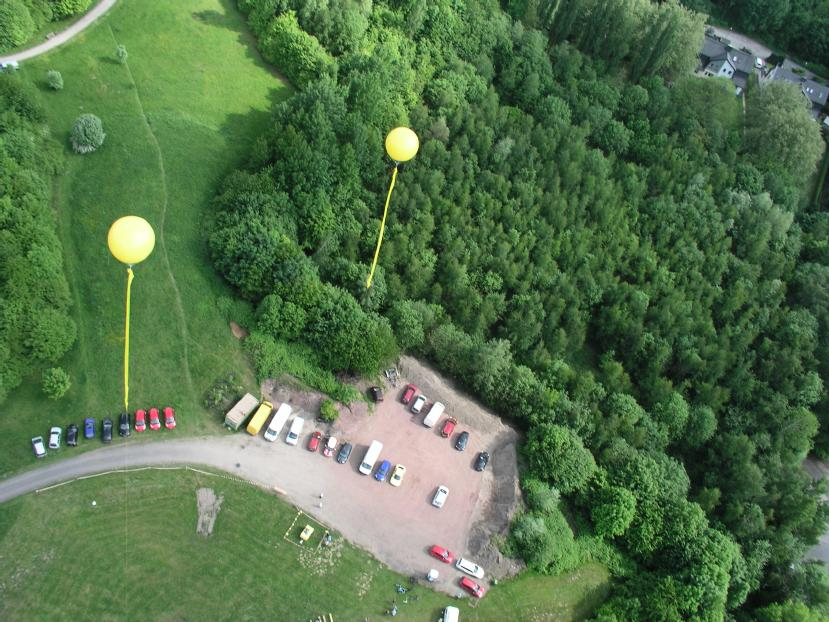
Luftbild der beiden SchachtZeichen-Ballone von Constantin 6/7 in Bochum

Der Ballon hatte einen Durchmesser von 3,70 Metern, direkt daran hing ein 18 Meter langes Banner. Er war aus gelbem PVC und wurde mit Helium gefüllt. Ein Seil verband ihn mit dem Haltepunkt, einem beschwerten PKW-Anhänger, an dem auch die manuell zu bedienende Winde montiert war. Die maximale Schwebehöhe betrug 80 Meter, sie war von den örtlichen Gegebenheiten wie Bebauung und Luftanströmung abhängig. Nachts wurden die Ballons aus Gründen der Flugsicherheit ganz eingeholt, während der NachtSchachtZeichen wurden sie auf eine geringere Höhe herunter gezogen. Um die Ballone steigen lassen zu können, wurde für jeden einzelnen Standort eine Auflassgenehmigung durch die Bezirksregierungen und die Deutsche Flugsicherung gemäß Luftverkehrsgesetz benötigt.
Die Kosten für jeden Standort beliefen sich auf 5.000 Euro (ohne Umsatzsteuer), sie wurden größtenteils über lokale Sponsoren finanziert. Bis Ende 2009 waren noch nicht alle 400 geplanten Standorte finanziell gesichert. Wer einen Ballon finanzierte, wurde als Ballonpate vor Ort und auf dem Internetauftritt der Aktion genannt. Im Anschluss an die Aktion wurden die Anhänger usw. zu einem Festpreis verkauft, der weit unter deren Verkehrswert lag.
Die Schulung der 1800 Ballonhelfer und die Bereitstellung der gesamten Ballontechnik erfolgte durch das Luftfahrtunternehmen GEFA-Flug aus Aachen. Insgesamt beteiligten sich über 2100 Helfer an dem Projekt, mehr als 5000 Akteure beteiligten sich an den  zahlreichen Veranstaltungen unter den Ballonen.
Im Jahre 2009 fanden bereits mehrere Testaufstellungen und Public-Relation-Aktionen statt, unter anderem im Nordsternpark, am Baldeneysee und während des 24-Stunden KulturRuns in Oberhausen.

## Unterbrechung
Am 24. Mai 2010, zwei Tage nach Start der Aktion, wurden die SchachtZeichen vorläufig wegen starken Windes unterbrochen. Alle Ballons mussten auf den Boden heruntergeholt werden. Grund dafür war, dass sich in Recklinghausen einer der Heliumballons losgerissen hatte und weggeflogen war. Außerdem waren einige weitere durch die heftigen Winde beschädigt worden. Das Projekt wurde jedoch am gleichen Tag für die Nachtbeleuchtung wieder gestartet, allerdings durften die Ballons nur noch auf eine Höhe von 30 Metern steigen.

## Galerie

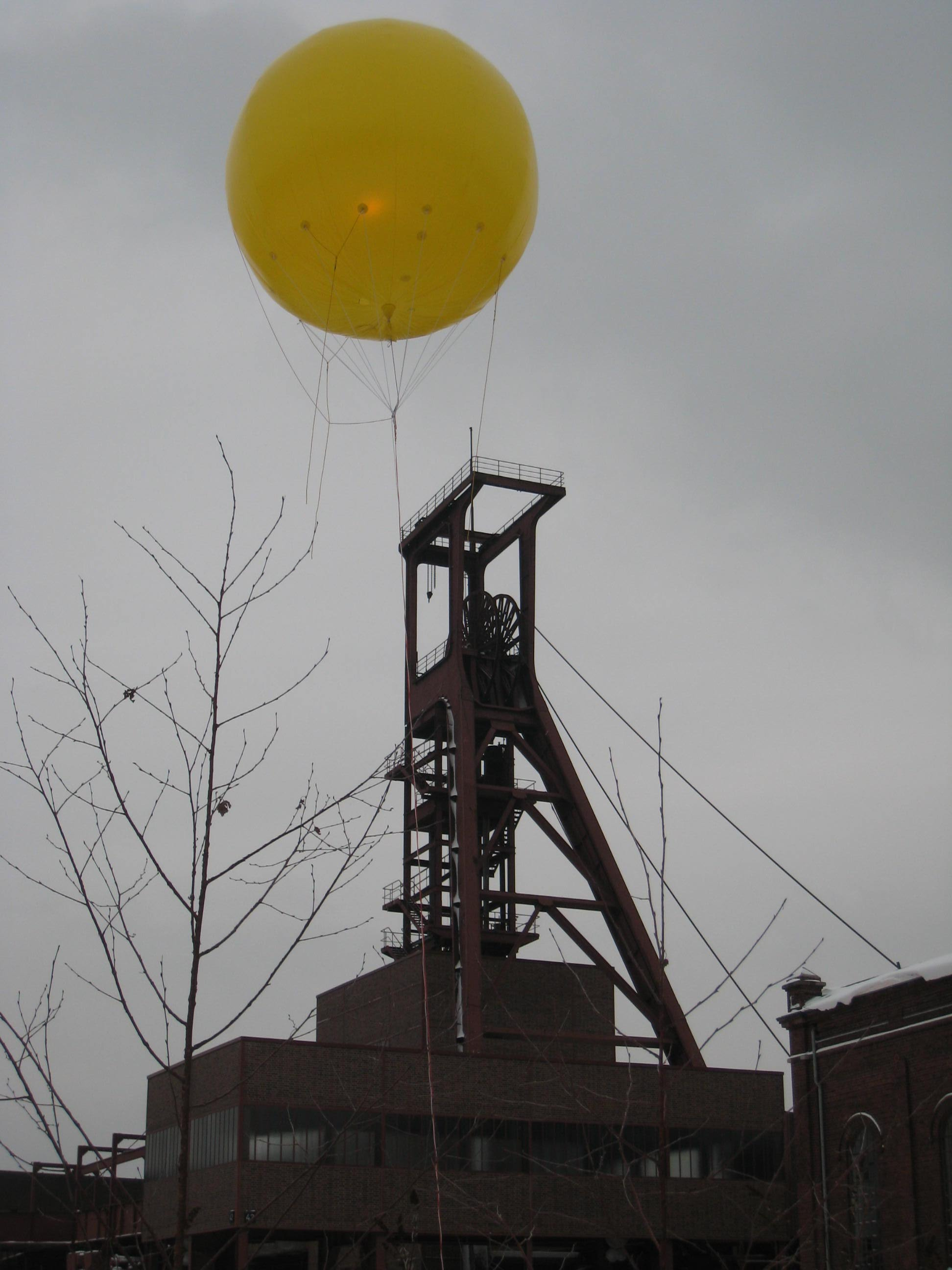
Schachtzeichenballon über Zollverein auf der Eröffnungsveranstaltung der Ruhr2010
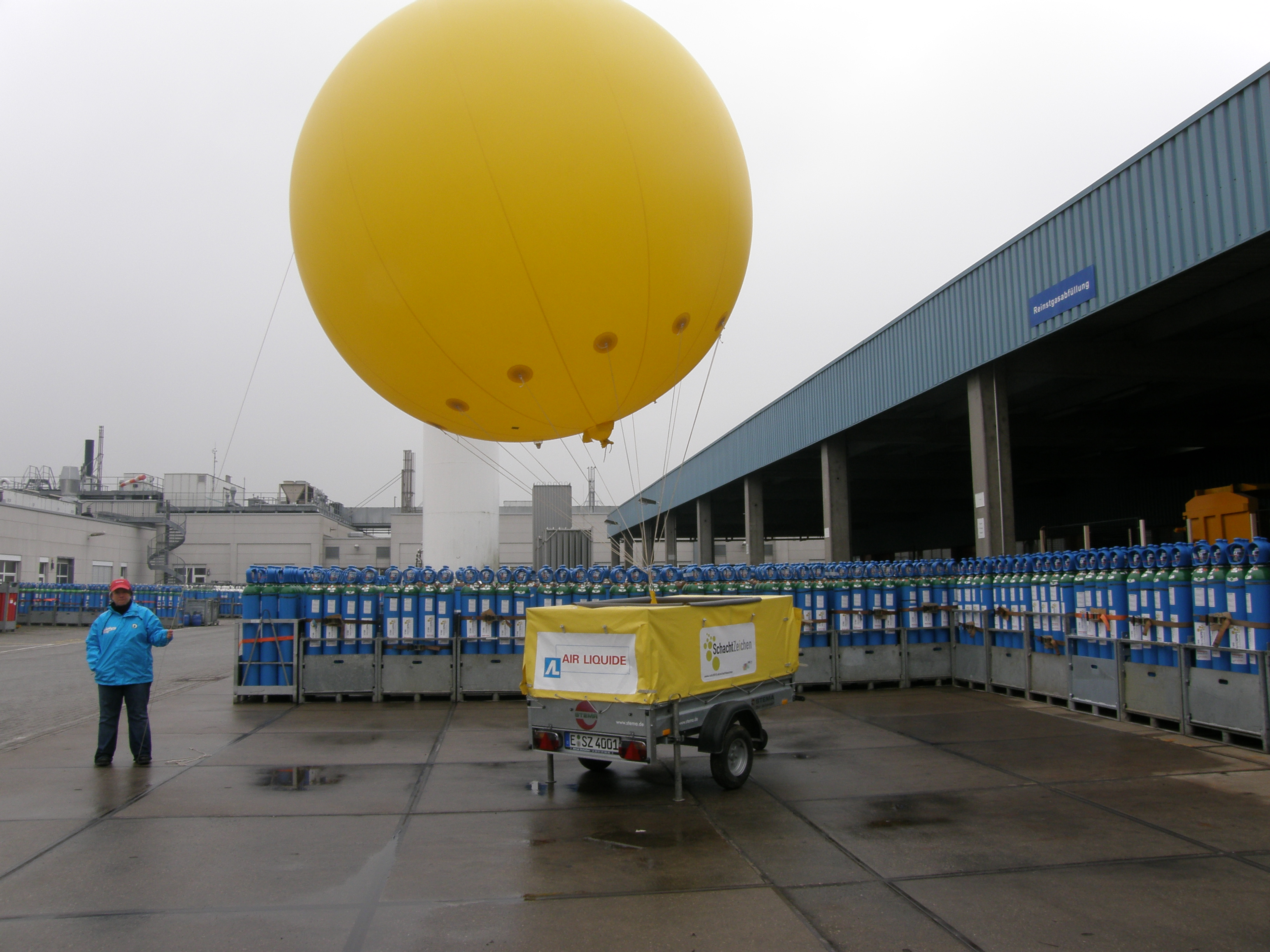
Anhänger mit Ballon, gesichert, im Hintergrund die gefüllten Helium-Flaschen
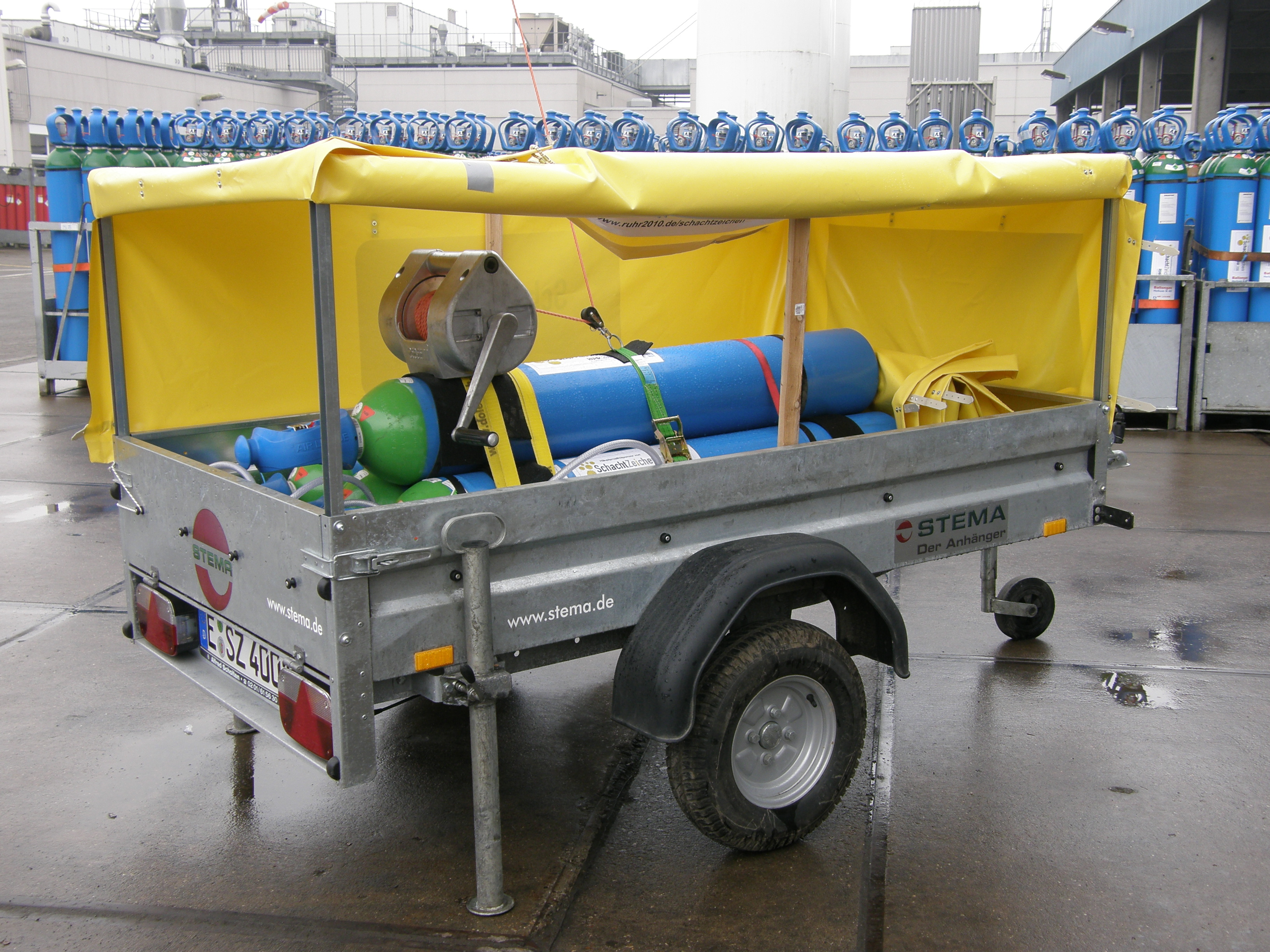
Anhänger
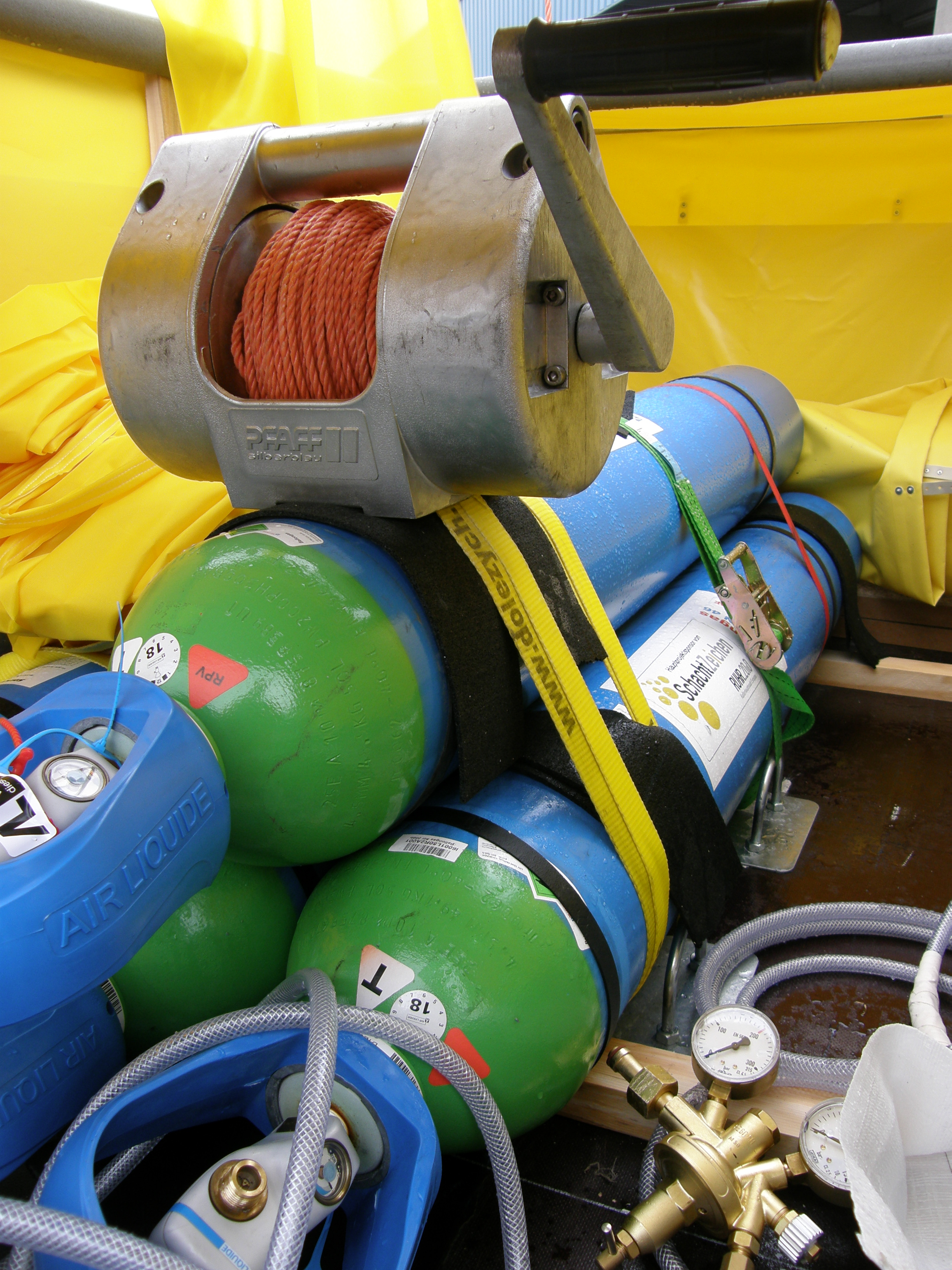
Gasflaschen, Seilwinde, Druckminderventil
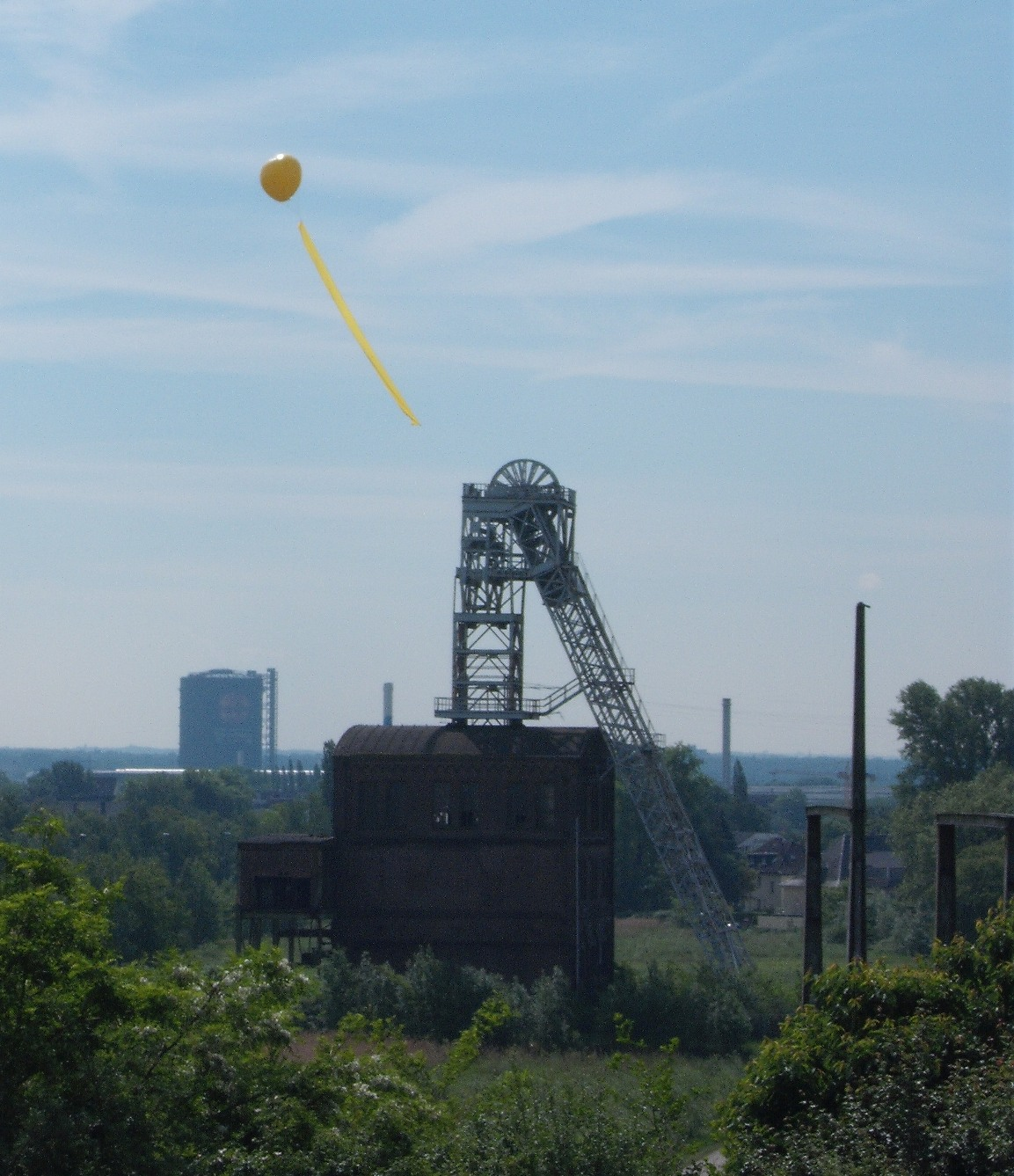
Schachtzeichen über der Zeche Sterkrade und ihrem Förderturm Mai 2010
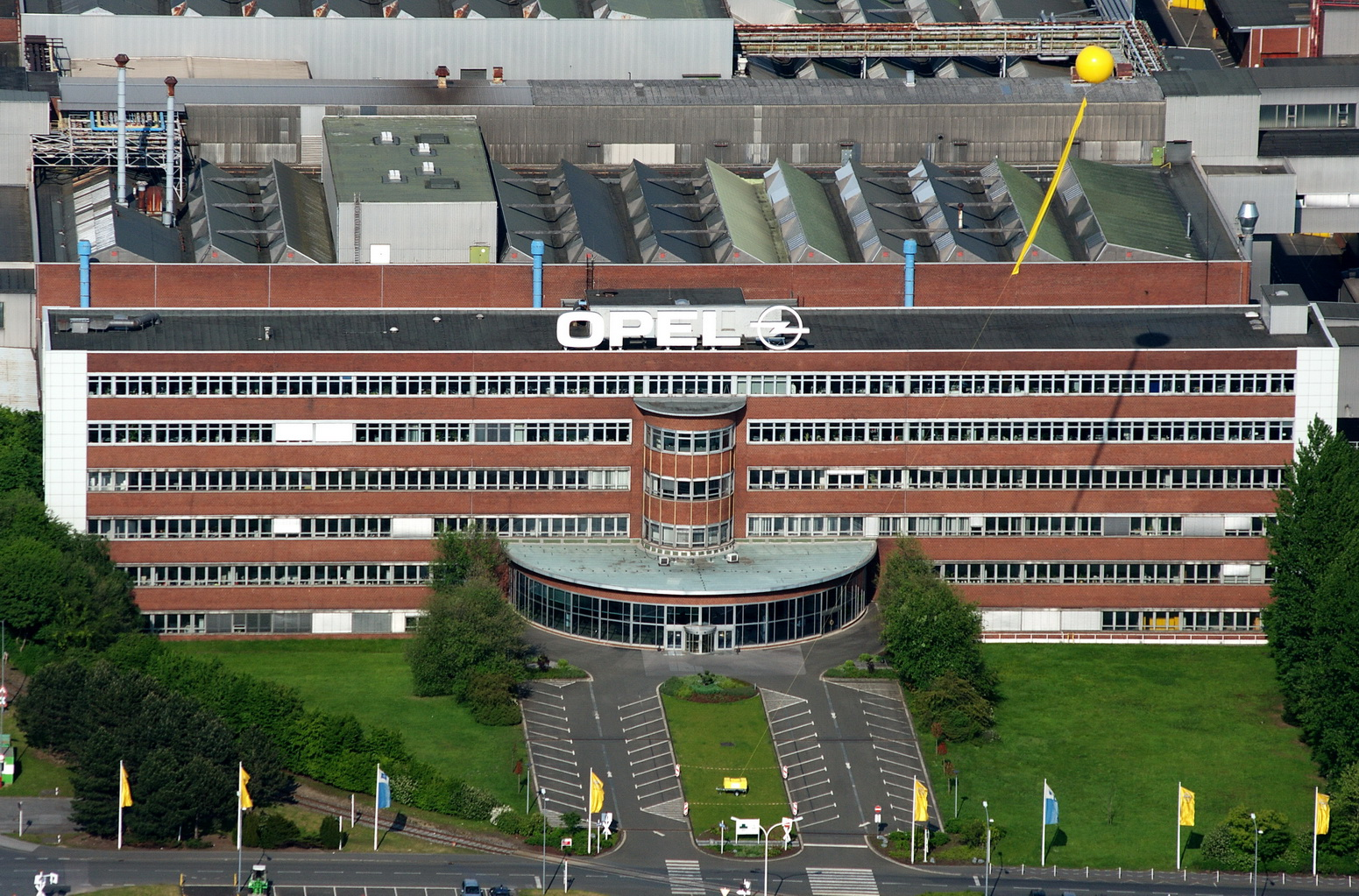
Schachtzeichen über dem OPEL-Gebäude in Bochum
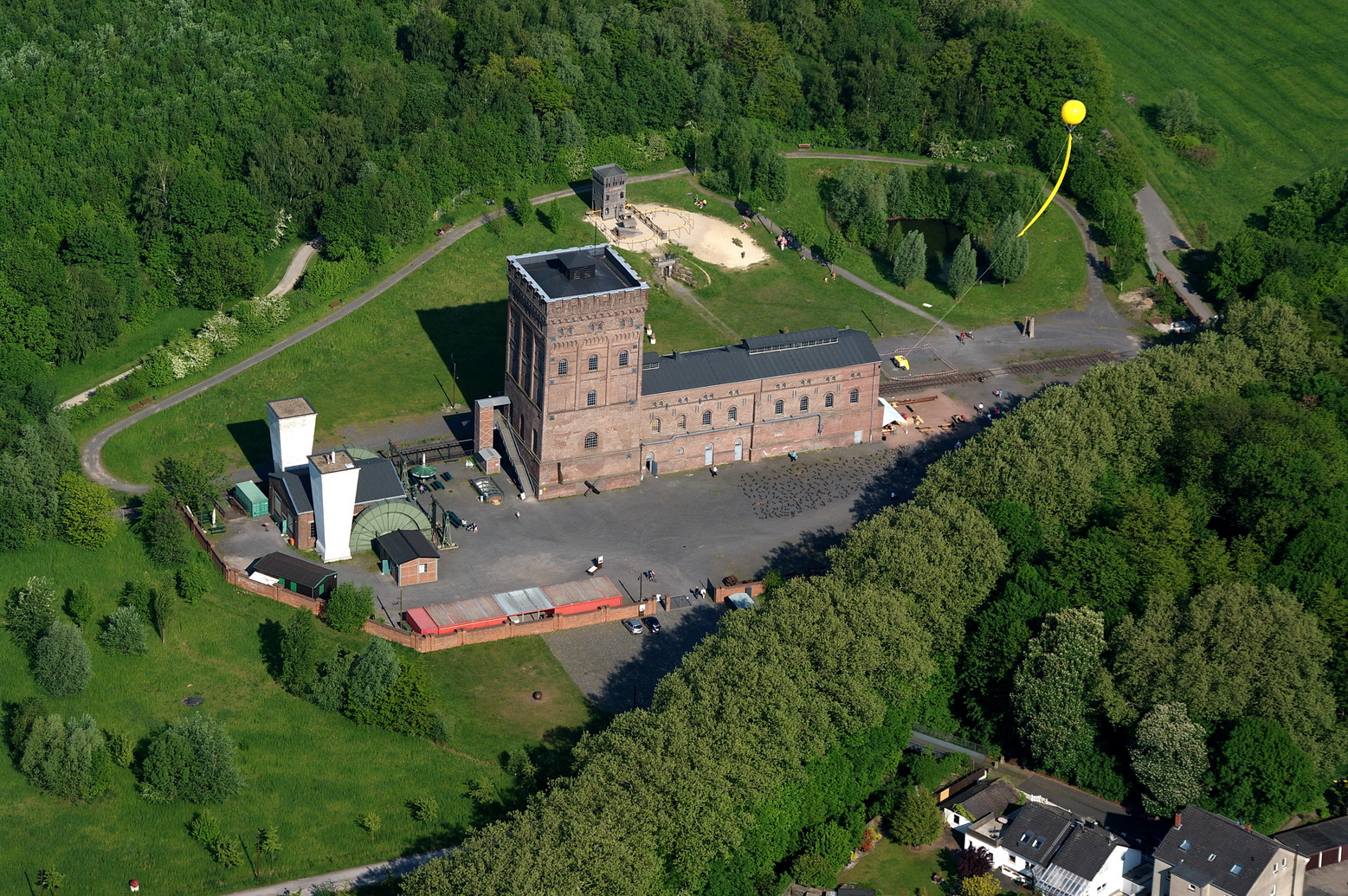
Schachtzeichen über dem Malakowturm der ehem. Zeche Hannover, Bochum-Hordel
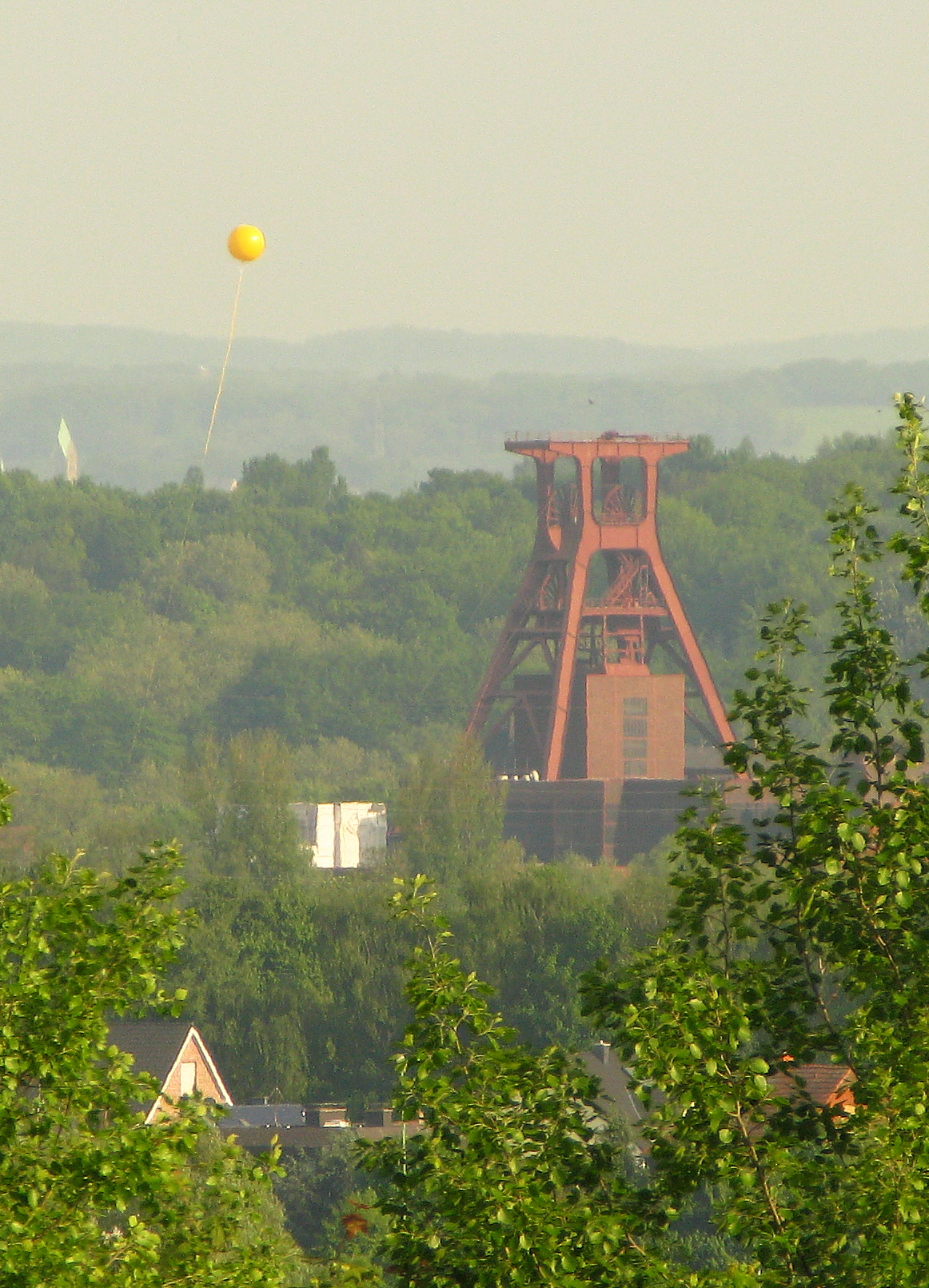
SchachtZeichen neben Schacht XII des Weltkulturerbes Zeche Zollverein, Essen (von der etwa 3,5 km nördlich liegenden Schurenbachhalde aus aufgenommen)
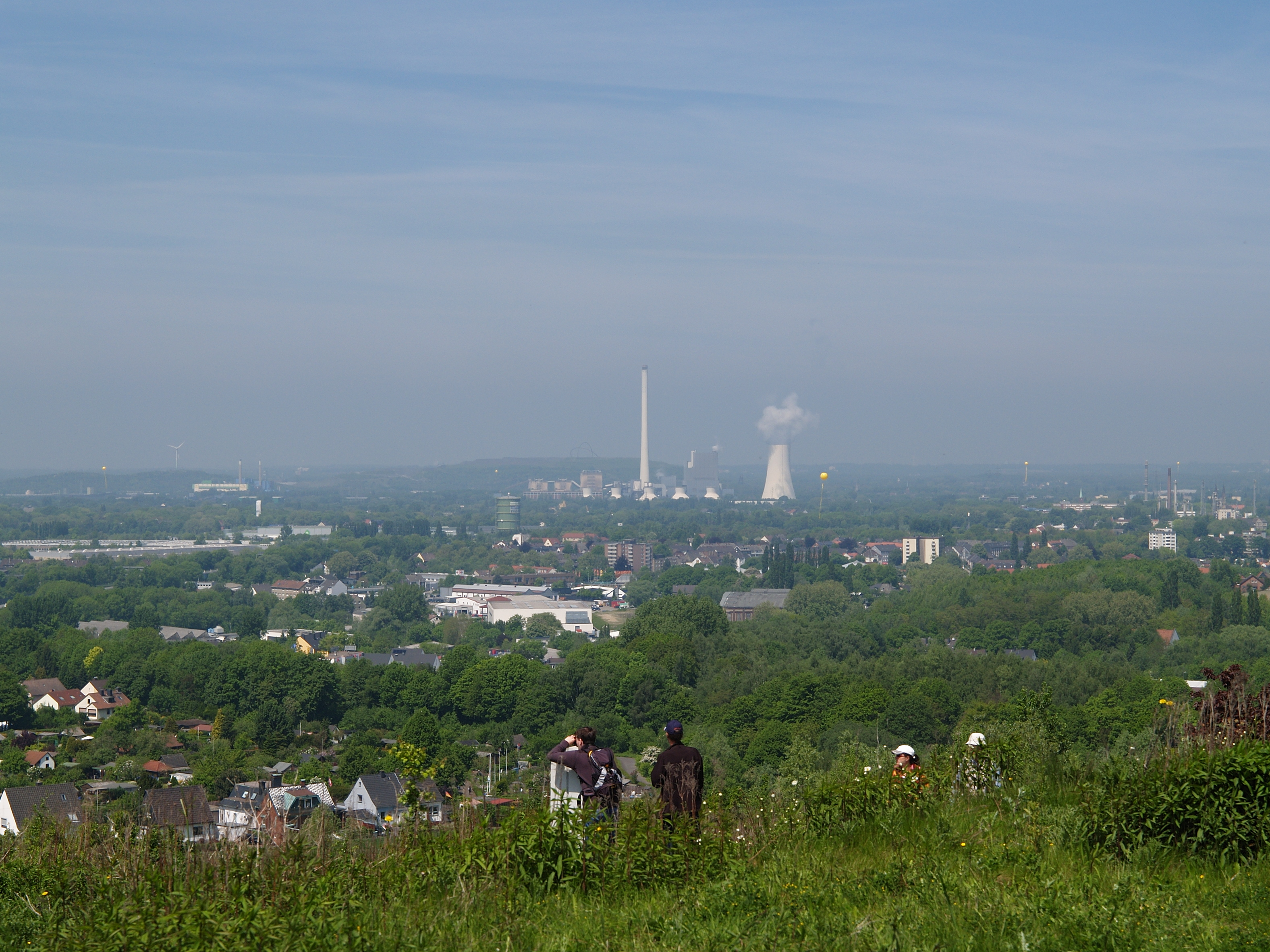
Emschertal, vom Tippelsberg in Bochum aus gesehen
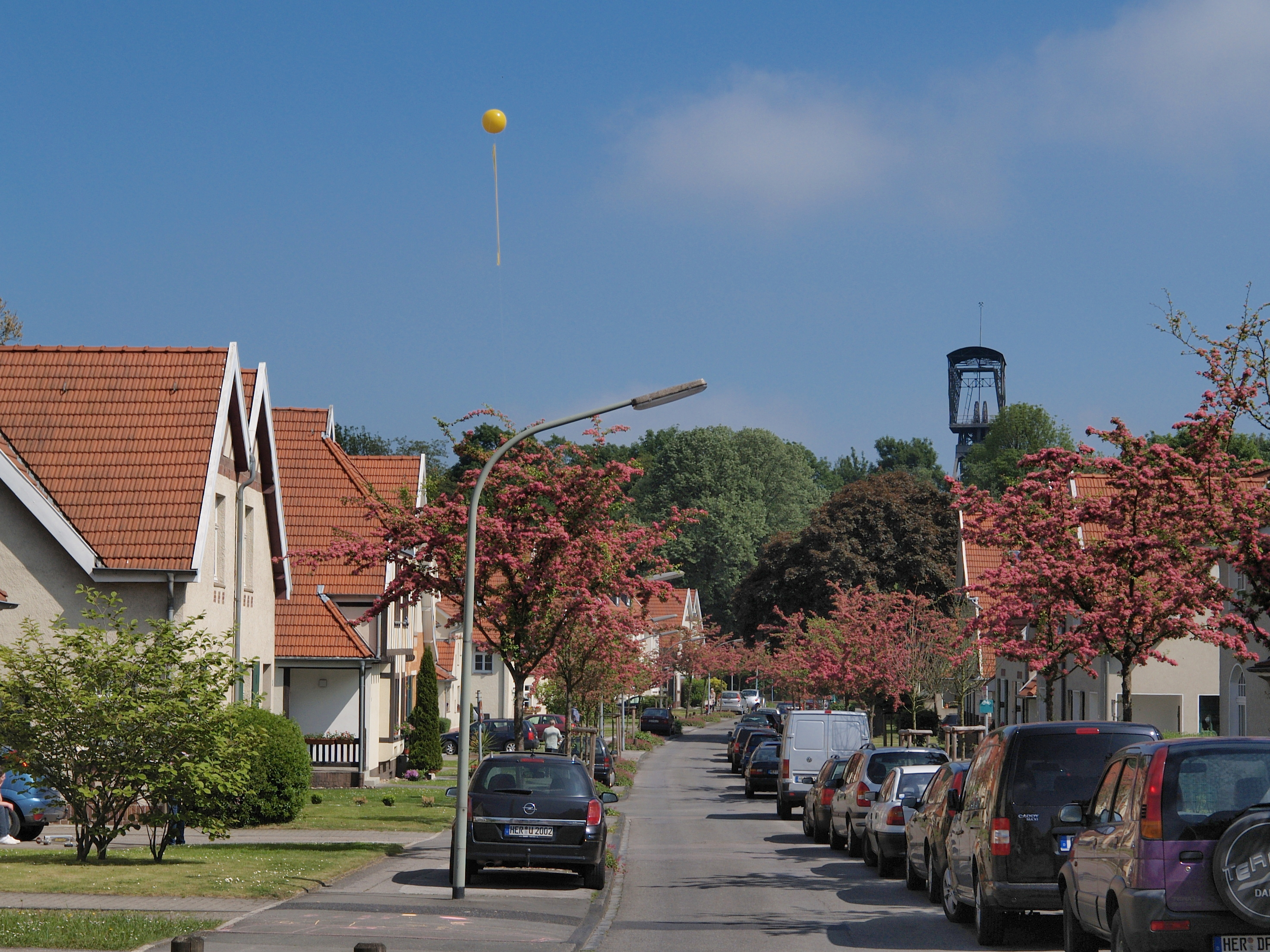
Ehemalige Zeche mit Siedlung Teutoburgia in Herne
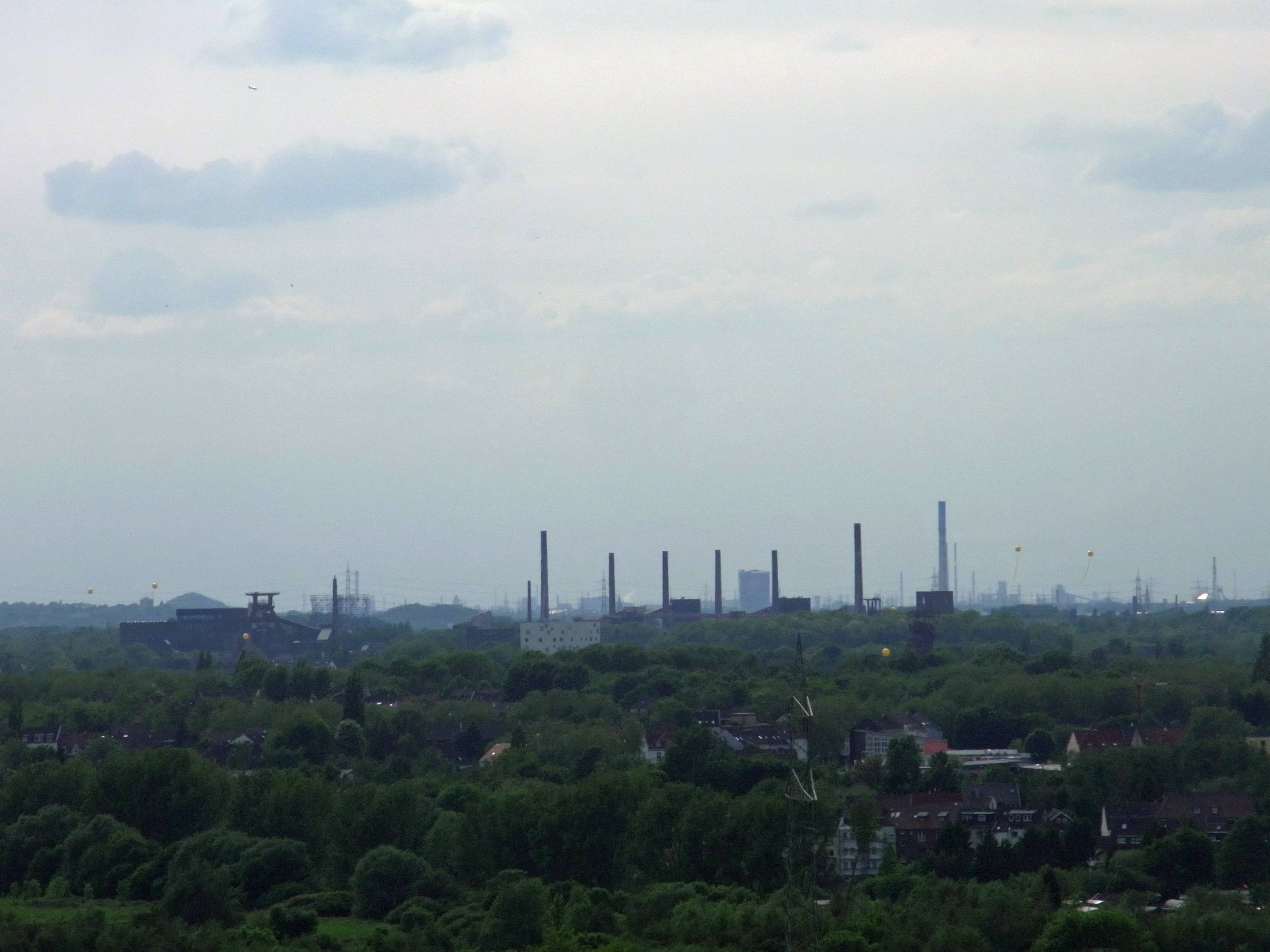
Sieben auf einen Streich: Von der Halde Rheinelbe aus gesehen
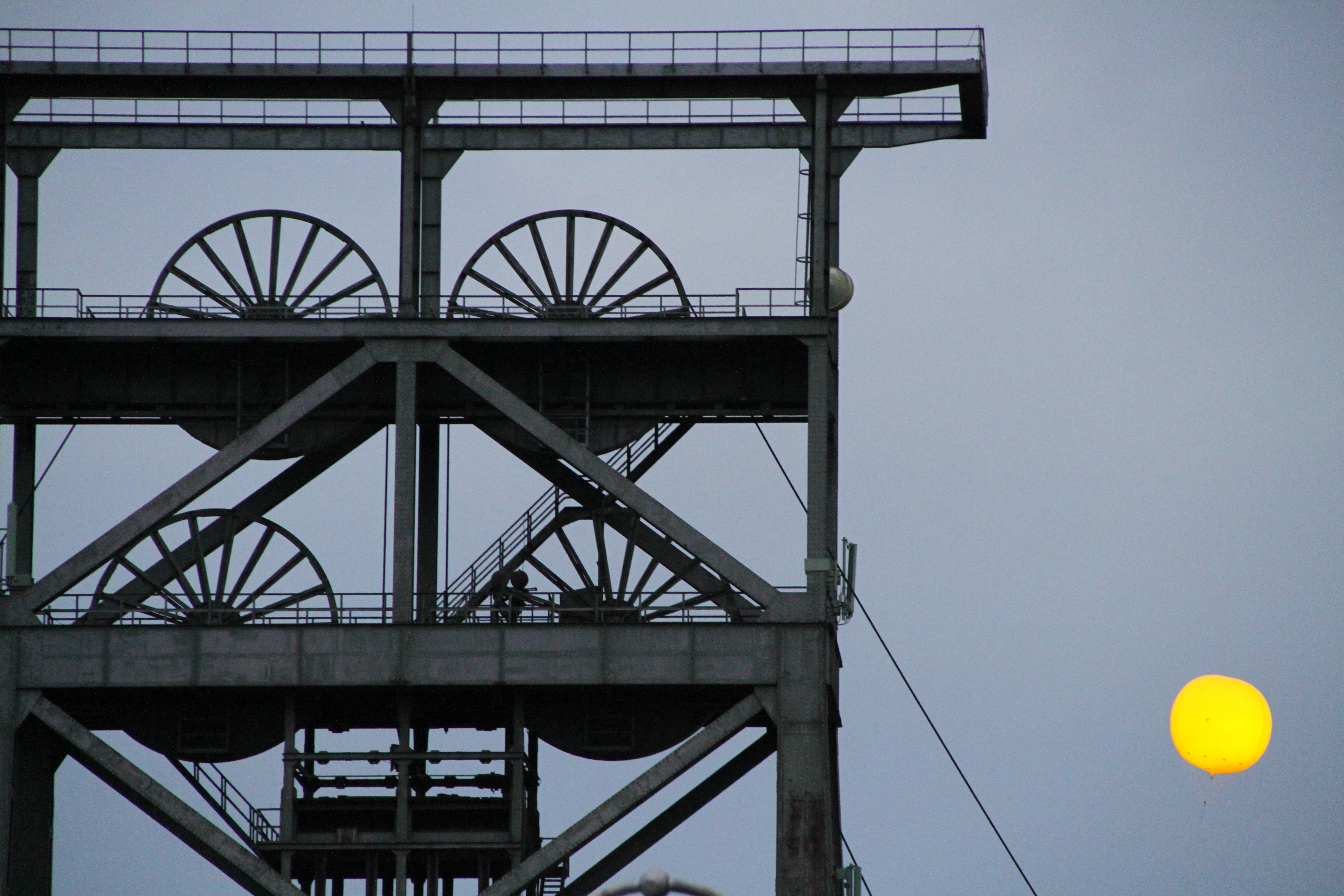
Schacht IV der ehemaligen Zeche Gneisenau in Dortmund Derne
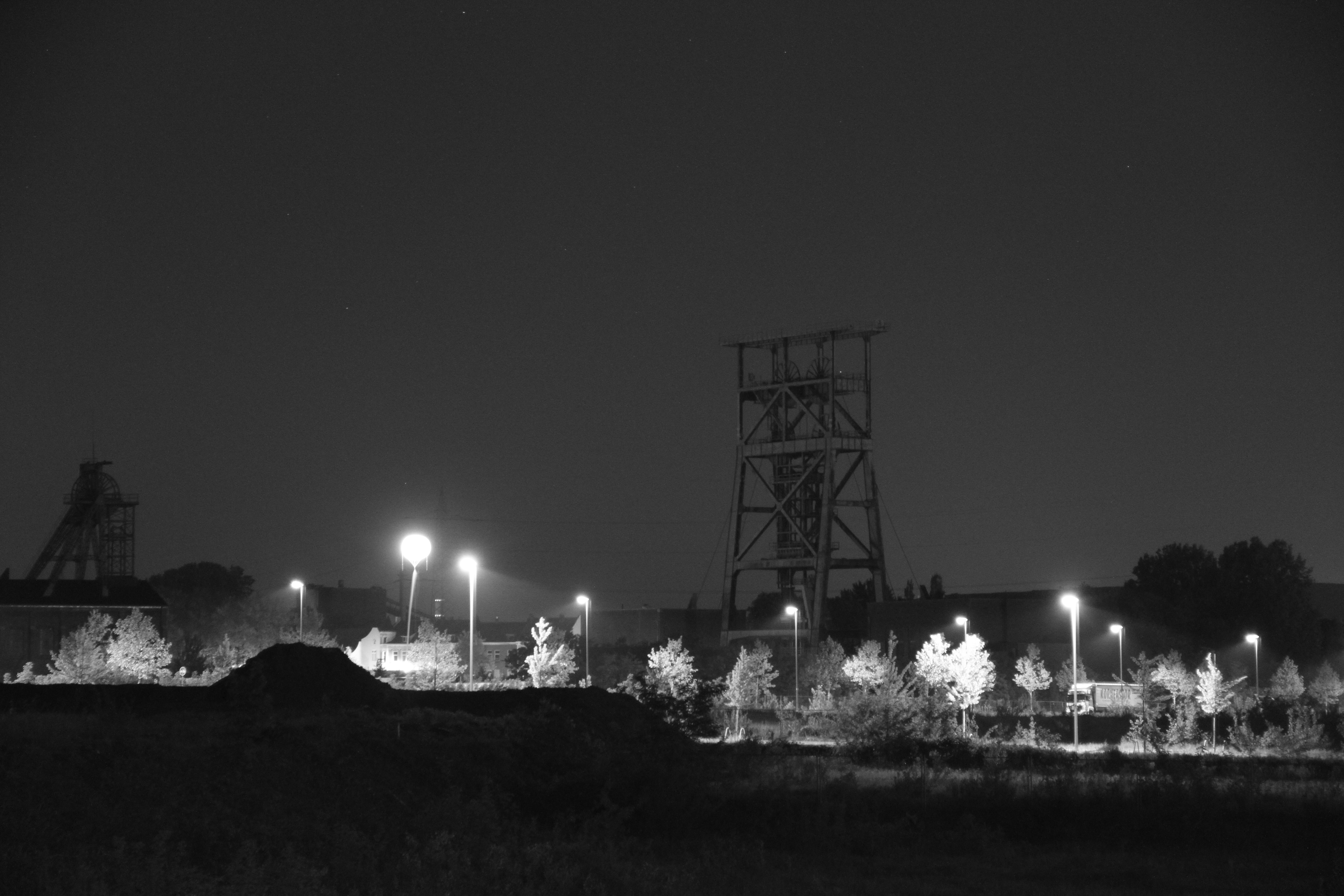
Schachtzeichen Nachtaufnahme von Schacht II und IV der ehemaligen Zeche Gneisenau in Dortmund Derne